# 岸和田市立春木小学校
岸和田市立春木小学校（きしわだしりつ はるきしょうがっこう）は、大阪府岸和田市春木宮川町にある公立小学校。

## 沿革
- 1872年（明治5年）5月5日 - 春木郷学校として西性寺境内に創立。
- 1873年（明治6年）7月 - 53番小学校と改称し、西福寺西林院に移転。
- 1874年（明治7年）5月 - 春木小学校と改称。
- 1887年（明治20年）4月 - 春木尋常小学校と改称。
- 1887年（明治20年）4月 - 春木簡易小学校と改称。
- 1894年（明治27年）1月 - 北掃守尋常小学校と改称。
- 1919年（大正8年）4月 - 現在地に移転。
- 1920年（大正9年）4月 - 北掃守尋常高等小学校と改称。
- 1928年（昭和3年）4月1日 - 北掃守村が町制を施行して春木町と改称し、春木尋常高等小学校と改称。
- 1941年（昭和16年）4月1日 - 泉南郡春木国民学校と改称。
- 1942年（昭和17年）4月1日 - 春木町と岸和田市が合併し、岸和田市春木国民学校と改称。
- 1947年（昭和22年）2月18日 - 火災で本館平屋建てを焼失。
- 1947年（昭和22年）4月1日 - 岸和田市立春木小学校と改称。
- 1948年（昭和23年）7月3日 - 焼失した本館を建て直し、本館竣工復興記念式をおこなう。
- 1954年（昭和29年）6月28日 - 創立記念日を7月3日にあらためる。
- 1970年（昭和45年）4月7日 - 鉄筋3階9教室を増築。
- 1973年（昭和48年）6月30日 - 鉄筋3階3教室を増設。
- 1974年（昭和49年）7月30日 - 鉄筋3階5教室を増設。
- 1977年（昭和52年）3月 - 鉄筋3階管理棟、給食室、6教室を増築。
- 1987年（昭和62年）8月 - 木造校舎8教室を撤去。
- 1989年（平成元年）2月28日 - 体育館を新築。
- 1989年（平成元年）3月 - 講堂を撤去。
- 1995年（平成6年）8月31日 - 鉄筋3階特別教室6教室を増築。木造校舎5教室を撤去。
- 1999年（平成10年）7月31日 - 鉄筋2階24教室瓦屋根校舎を新築。

## 通学区域
- 春木泉町、春木南浜町、春木北浜町、春木本町、春木大小路町、春木元町、春木中町、春木若松町、春木宮川町、春木宮本町、春木大国町、新港町[1]

## 進学先中学校
- 岸和田市立春木中学校[1]